# 9703 Зуссенбах
9703 Зуссенбах (9703 Sussenbach) — астероїд головного поясу, відкритий 30 вересня 1973 року.
Тіссеранів параметр щодо Юпітера — 3,565.